# Agathomyia talpula
Agathomyia talpula är en tvåvingeart som först beskrevs av Friedrich Hermann Loew 1870.  Agathomyia talpula ingår i släktet Agathomyia och familjen svampflugor. Inga underarter finns listade i Catalogue of Life.